# Фольц, Ганс
Ганс Фольц (нем. Hans Folz; ок. 1435, Вормс — январь 1513) — немецкий мейстерзингер, поэт, драматург и врач периода позднего средневековья или раннего Возрождения.

## Биография
Был гражданином Нюрнберга, христианином. Автор двенадцати фастнахтшпилей (коротких пьес, которые изображали мир людей в средневековом обществе, фермеров, священников и буржуазию). Часто выводил в своих многочисленных фарсах и фастнахтшпилях евреев в весьма непривлекательном свете. К таковым относятся его пьесы «Die Alt und die Neu Ehe» и «Der Juden Messias».
Его Meisterlieder (тип песни), которых он написал около тысячи, в основном были посвящены библейским темам («Busse Adams und Evas», 1480, и др.). Он также составил диспут в рифмах между евреем и христианином (1479) во славу христианства и в поругание иудаизма.
Его образ выведен в опере Рихарда Вагнера «Нюрнбергские мейстерзингеры» под именем Ганса Фольца, медника.